# Ornat

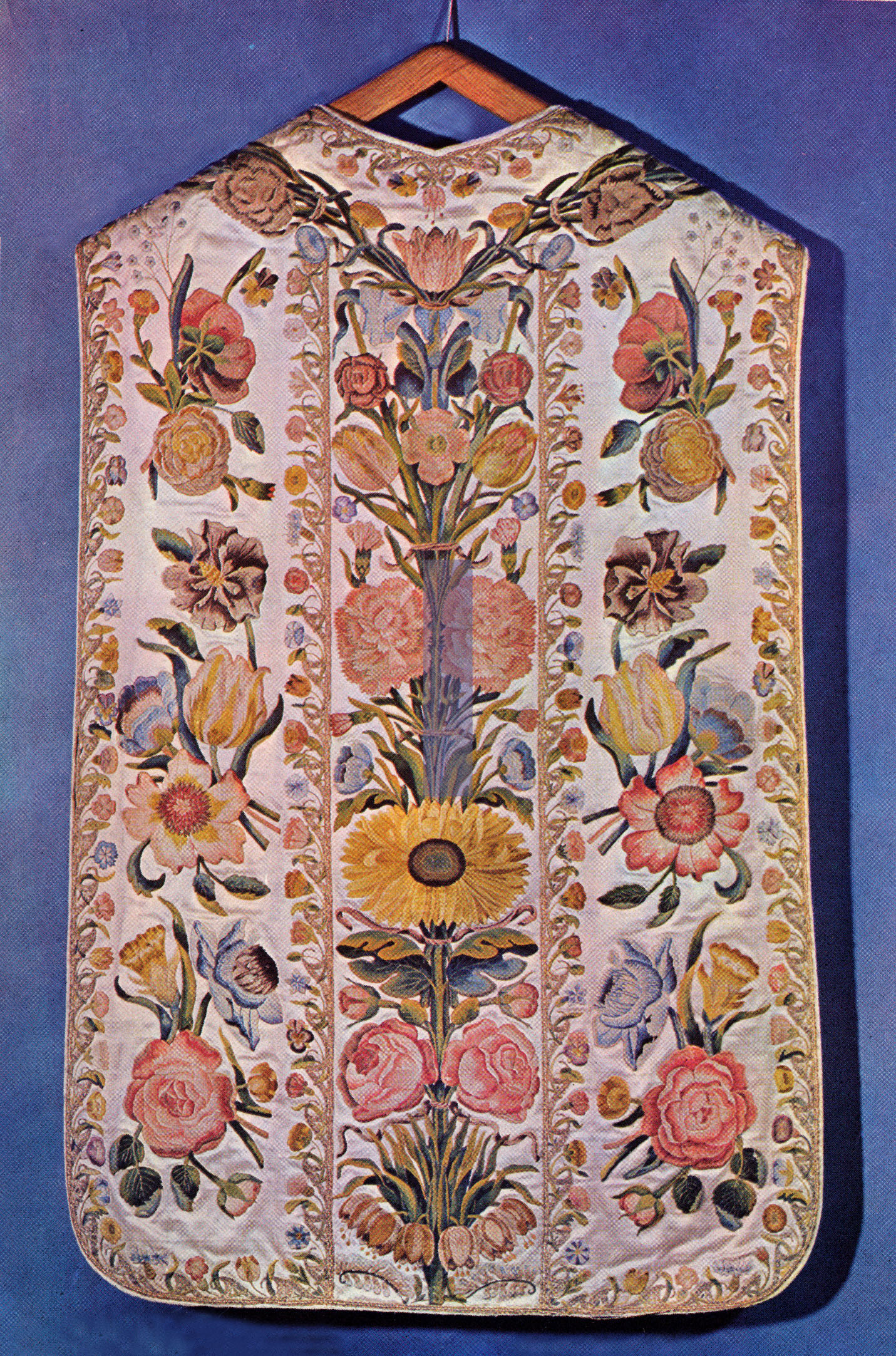
Ornat z kościoła Mariackiego w Krakowie

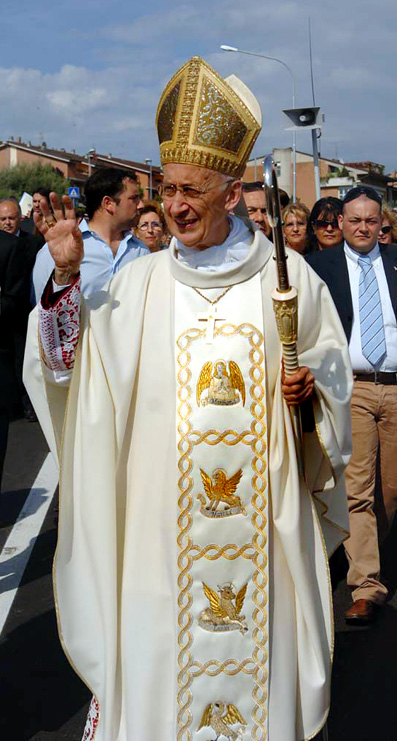
Kardynał Camillo Ruini w ornacie

Ornat (łac. „ornare” – ozdabiać; „ornatus” – ubiór ozdobiony, wspaniały, strojny, ozdoba) – w liturgii rzymskokatolickiej, starokatolickiej, luterańskiej i anglikańskiej główna szata liturgiczna, zakładana przez duchownego do mszy świętej i czynności, które łączą się z nią bezpośrednio. W obrządku bizantyjskim odpowiednikiem ornatu jest felonion (fiełoń).

## Symbolika ornatu
Ornat symbolizuje kapłańskie obowiązki i godności. Ornat jest symbolem ofiary krzyżowej Chrystusa, jak i ciężaru służby Bożej, spełnianej przez kapłana, jako robotnika w winnicy Pańskiej. W liturgii święceń kapłańskich teksty odnoszą ornat do symbolu miłości Bożej, przykrywającej wszelki grzech (por. 1P 4,8). Ornat spoczywa na plecach, co nawiązuje do przytłaczającego ciężaru (szczególnie gdy ornat jest bogato zdobiony) wyrażonego w słowach modlitwy odmawianej przy jego zakładaniu jako "słodkie jarzmo Pańskie" (por Mt 11,30). Ornat powstał ze zwykłego rzymskiego płaszcza (paenula), który używany był w podróży, w niepogodę, a zwłaszcza na widowiskach cyrkowych, gdzie lud był wystawiony na deszcz i wilgoć. W ciągu wieków posiadł różne kroje. W przeszłości głównym motywem zdobniczym ornatów był krzyż lub sceny, związane z życiem Jezusa, Najświętszej Maryi Panny i świętych. Przy wykonywaniu współczesnych ornatów unika się wyszukanych ozdób.

## Kolory ornatów w Kościele rzymskokatolickim
Kolor ornatu zależy od okresu liturgicznego lub wspomnienia (oficjum) dnia. Ogólne Wprowadzenie do Mszału Rzymskiego OWMR 346 wymienia sześć barw ornatów: biały, czerwony, zielony, czarny, fioletowy i różowy:
- koloru białego (de facto czasem kremowego czy żółtego) używa się w mszach Okresu Wielkanocnego i Narodzenia Pańskiego, w święta i wspomnienia Chrystusa Pana (z wyjątkiem dotyczących Jego Męki), świętych, którzy nie byli męczennikami; w uroczystości Wszystkich Świętych i św. Jana Chrzciciela, w święta św. Jana Ewangelisty, Katedry św. Piotra i Nawrócenia św. Pawła. Biały ornat jest również wykorzystywany na ślubie, przy święceniach kapłańskich i w święta oraz wspomnienia Maryjne – często występuje on w wersji zwanej niebieską z licznymi zdobieniami w tym kolorze. Wykorzystywany jest również w mszach pogrzebowych dzieci, a także dorosłych (zgodnie z wolą zmarłego).
- koloru czerwonego używa się w niedzielę Męki Pańskiej (Palmową), w Wielki Piątek, w niedzielę Zesłania Ducha Świętego, w mszach o tematyce wiążącej się z Duchem Świętym (msza obrzędowa bierzmowania), w mszach w oficjach męczenników, apostołów oraz św. Marii Magdaleny, w mszach o Krzyżu Świętym, w Liturgii Męki Pańskiej, wyjątkowo również w mszach i obrzędach pogrzebowych za zmarłego papieża.
- koloru zielonego używa się w okresie zwykłym w ciągu roku – per annum.
- koloru czarnego używa się rzadko, przeznaczony jest dla mszy pogrzebowych i w intencjach, dotyczących zmarłych, dawniej również w ceremonii Wielkiego Piątku. Obecnie na mszach za zmarłych najczęściej używa się koloru fioletowego.
- kolor fioletowy przypisany jest okresom pokuty i oczekiwania (wielki post, Adwent), a także mszom za zmarłych.
- kolor różowy przewidziany jest na niedziele Gaudete (III Adwentu) i Laetare (IV wielkiego postu), jako rozjaśniony fiolet symbolizuje radość w okresie oczekiwania i pokuty. (Obie nazwy łacińskie dotyczą radości).

Przepisy dopuszczają również użycie koloru złotego (lub srebrnego – dużo rzadziej), który nie jest kolorem stricte liturgicznym, jest zaś uniwersalny, często zastępuje się nim biały, a także używa zamiast wszystkich innych; nie może jednak zastąpić czarnego ani fioletowego. Szczególnie stosowany podczas uroczystych celebracji, np. w Niedzielę Zmartwychwstania czy w Boże Narodzenie.

## Rodzaje ornatów
Skrzypcowe

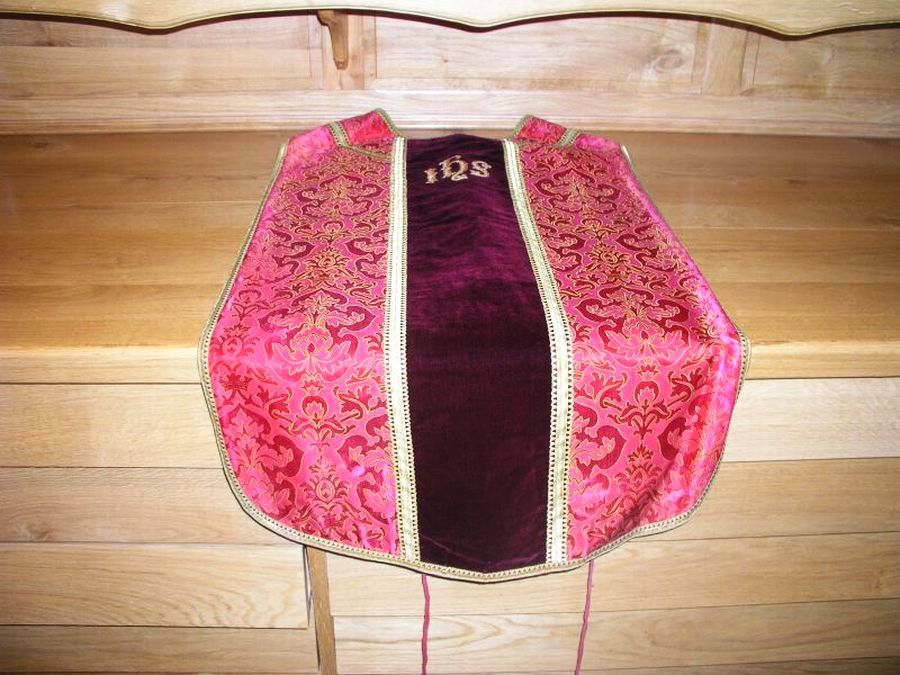
Barokowy ornat skrzypcowy w odmianie francuskiej (koniec XVII w.), wykonany z tabinu wiśniowego broszowanego i bordowego aksamitu. Parament z kościoła w Racławicach

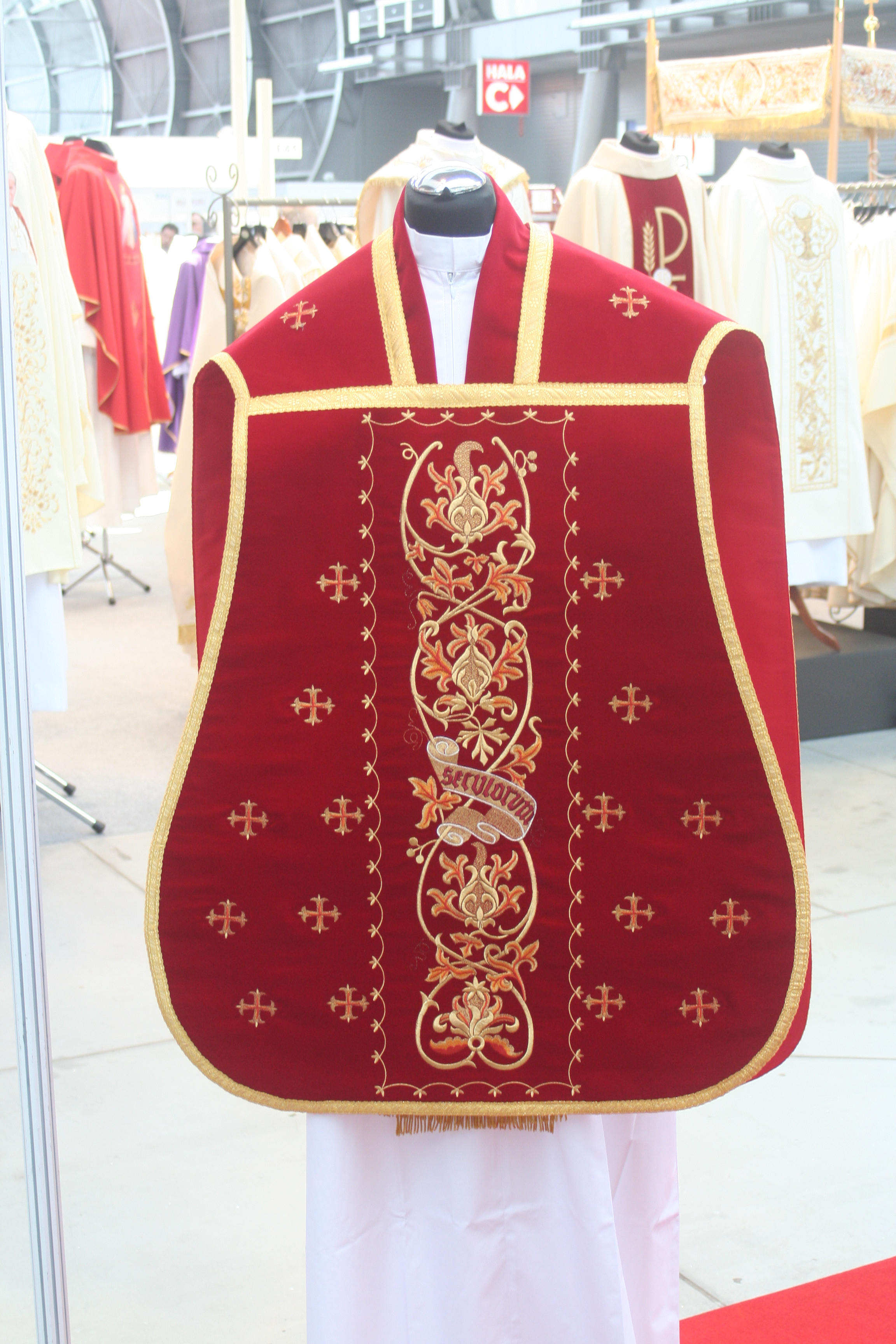
Ornat skrzypcowy w odmianie hiszpańskiej

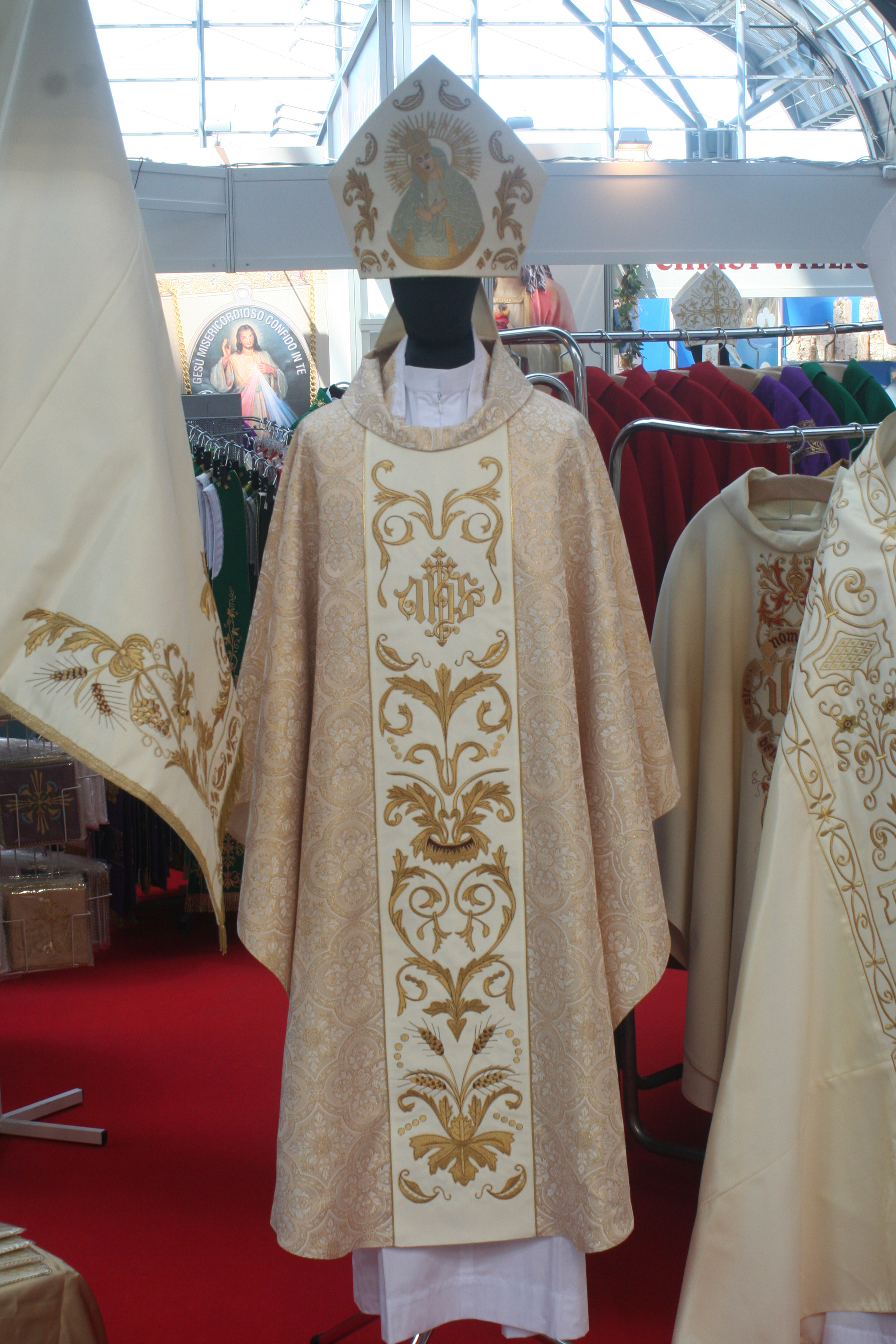
Ornat neogotycki wraz z mitrą

Do reformy liturgicznej w roku 1968 ornat był najczęściej szatą o szerokości ramion, w kształcie dwóch podłużnych części połączonych na ramionach, z otworem na głowę, zupełnie rozciętych po bokach, by ręce miały pełną swobodę ruchów. Ornat skrzypcowy, wykonywany z drogocennych materiałów – adamaszku, atłasu, brokatu, aksamitu, altembasu (złotogłowiu) oraz rypsu, był szamerowany galonami i szychowany haftami, rzadziej złotem, zazwyczaj z pretekstą w kształcie kolumny lub krzyża. Czasami ornaty skrzypcowe kameryzowano (wysadzano) kamieniami szlachetnymi lub ich imitacjami. Ornat skrzypcowy ma kilka odmian:
- odmiana francuska – posiada krzyżową lub kolumnową, bardzo ozdobną pretekstę z tyłu, przód także posiada pretekstę, lecz jest mniej ozdobny. Odmiana ta funkcjonuje do dziś.
- odmiana rzymska – posiada pretekstę kolumnową z tyłu, a krzyżową (w kształcie litery T) z przodu. Odmiana ta także jest nadal używana.
- odmiana hiszpańska i brazylijska – posiada preteksty krzyżowe lub kolumnowe. Różni się znacznie kształtem od ornatu skrzypcowego, gdyż przypomina w wyglądzie gruszkę.
- odmiana belgijsko-niemiecka – posiada preteksty kolumnowe lub krzyżowe z tyłu. Nieznacznie różni się od francuskiego ornatu skrzypcowego. Nadal używana.
- odmiana św. Karola Boromeusza – przypomina ornat neogotycki, ale jest węższy.

Gotyckie
W użyciu był również dłuższy ornat gotycki (zwany starożytnym lub antycznym), nieco zbliżony wyglądem do ornatów posoborowych. Obecnie, ornat jest luźno zwisającą szatą wkładaną przez głowę, szerszą, zwisającą nie tylko do przodu i do tyłu, ale i na boki. Najczęściej składa się z jednego płata materiału o eliptycznym kształcie, z dziurą pośrodku na głowę, często z ozdobnym kapturem i zdobioną pretekstą. Po reformie liturgicznej z 1968 roku stał się najczęściej używaną szatą w liturgii. Ornaty te także mają swoje odmiany :
- odmiana św. Andrzeja – przypomina ornat neogotycki bez kaptura, ma pretekstę w kształcie krzyża z wznoszącymi się ramionami. Odmiana ta jest nadal używana.
- odmiana zwykła – z pretekstą jak w ornatach skrzypcowych. Nadal używana.
- odmiana posoborowa – stylizowana na odmianę zwykłą, ale cechująca się dość dużą dowolnością w zdobieniach.

Aktualnie dopuszcza się stosowanie zarówno ornatów kroju skrzypcowego jak i neogotyckiego, choć praktyka pokazuje częstsze stosowanie tego drugiego.
Stożkowe
Powszechnie stosowany do XV wieku. Ornat w formie stożka, szyty z półkola materiału, którego boki złożone do środka dają właśnie kształt stożka z poziomym bądź pionowym wycięciem na głowę. Jest to najprawdopodobniej pierwotny kształt ornatów wspólny dla chrześcijaństwa zachodniego i wschodniego. Z biegiem lat w zależności od tradycji, przycinano materiał po bokach (tradycja rzymska) lub z przodu (tradycja bizantyjska). Pierwotnie ornat stożkowy był wierzchnią szatą używaną powszechnie w cesarstwie rzymskim. Ornaty stożkowe rozdawane były duchownym podczas spotkania młodych nad Lednicą w 2010 roku, używane są nadal w niektórych klasztorach i Kościołach starokatolickich.

## Ornaty w innych obrządkach
Ornat w kolorze ciemnoniebieskim używany jest w Kościołach starokatolickich i anglikańskich w okresie Adwentu. Symbolizuje oczekiwanie na wschód słońca. W wielu historycznych Kościołach protestanckich, które praktykują liturgię wysoką również używa się ornatów.
W Kościołach mariawickich najczęściej używa się ornatów białych i fioletowych (w Mszach żałobnych), zarówno w kroju romańskim jak i gotyckim. Najczęściej preteksty ornatów są bogato haftowane przez siostry mariawitki. Częstym motywem jest monstrancja, wyhaftowana na przedniej części ornatu i chrystogram IHS na jego tylnej części. W Kościele Starokatolickim Mariawitów obserwuje się tendencje powrotu do tradycyjnych kolorów liturgicznych oraz używanie niebieskiego ornatu na Msze o Najświętszej Maryi Pannie. 